# 1. asociační liga 1931-1932
La 1. asociační liga 1931-1932 vide la vittoria finale dello Sparta.
Capocannoniere del torneo fu Raymond Braine dello Sparta con 16 reti.

## Classifica finale
|   | Classifica      | G  | V  | N | P  | GF | GS | Pti |
| - | --------------- | -- | -- | - | -- | -- | -- | --- |
| 1 | Sparta          | 16 | 12 | 3 | 1  | 54 | 21 | 27  |
| 2 | Slavia Praga    | 16 | 10 | 2 | 4  | 44 | 25 | 22  |
| 3 | Bohemians       | 16 | 7  | 4 | 5  | 41 | 31 | 18  |
| 4 | Viktoria Plzeň  | 16 | 5  | 7 | 4  | 27 | 22 | 17  |
| 5 | Viktoria Žižkov | 16 | 6  | 4 | 6  | 37 | 30 | 16  |
| 6 | Teplitzer       | 16 | 5  | 5 | 6  | 34 | 40 | 15  |
| 7 | Náchod-Deštné   | 16 | 5  | 4 | 7  | 35 | 42 | 14  |
| 8 | Kladno          | 16 | 4  | 2 | 10 | 26 | 53 | 10  |
| 9 | Čechie Karlín   | 16 | 1  | 3 | 12 | 29 | 63 | 5   |

## Verdetti
- Sparta Campione di Cecoslovacchia 1931-1932.
- Sparta e Slavia Praga ammesse alla Coppa dell'Europa Centrale 1932.
- Čechie Karlín Retrocesso.